# Dicrotendipes cryptius
Dicrotendipes cryptius är en tvåvingeart som beskrevs av Epler 1987. Dicrotendipes cryptius ingår i släktet Dicrotendipes och familjen fjädermyggor. Inga underarter finns listade i Catalogue of Life.